# Paul Chu Jae-yong
Paul Chu Jae-yong, auch Paul Jae-yong Ju, (* 1894; † 1. November 1975 in Chuncheon) war ein römisch-katholischer Geistlicher.
Von 1941 bis 1947 war er Präfekt von Zenshu.
Am 22. Februar 1946 ernannte Papst Pius XII. ihn zum Apostolischen Administrator von Taiku. Ein Posten, den er bis 27. Mai 1948 innehatte.